# Mario Flores
Mario Flores (Bergamo, 29 settembre 1919 – Cremona, 9 settembre 1943) è stato un militare italiano, medaglia d'oro al valor militare.

## Biografia
Era iscritto a ingegneria al Politecnico di Milano quando fu chiamato alle armi. Frequentata la Scuola allievi ufficiali di Pesaro, il giovane fu quindi assegnato, come sottotenente, al Deposito del 3º Reggimento di artiglieria di Corpo d'Armata a Cremona. Qui Flores fu sorpreso dall'armistizio e fu tra i militari della sua unità che opposero resistenza ai tedeschi. Cadde nella difesa della caserma "Manfredini".
Il Politecnico gli conferì la laurea honoris causa postuma, come avvenne per Carlo Cerrini o, all'Università di Parma, per il partigiano Michele Saccani e altri.